# 정이십사포체

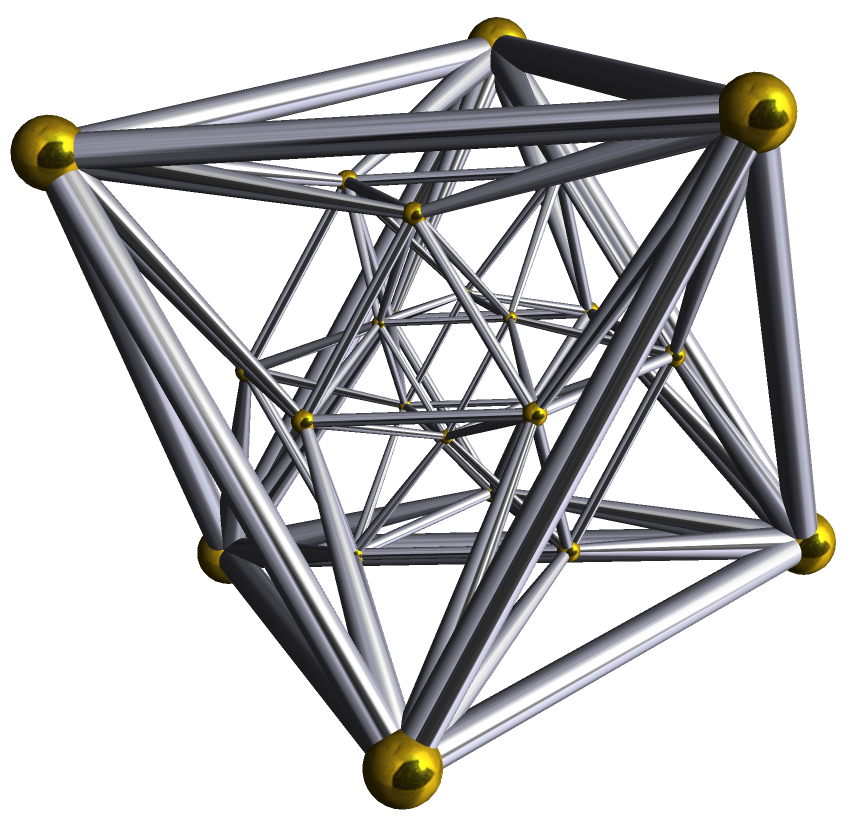
정이십사포체

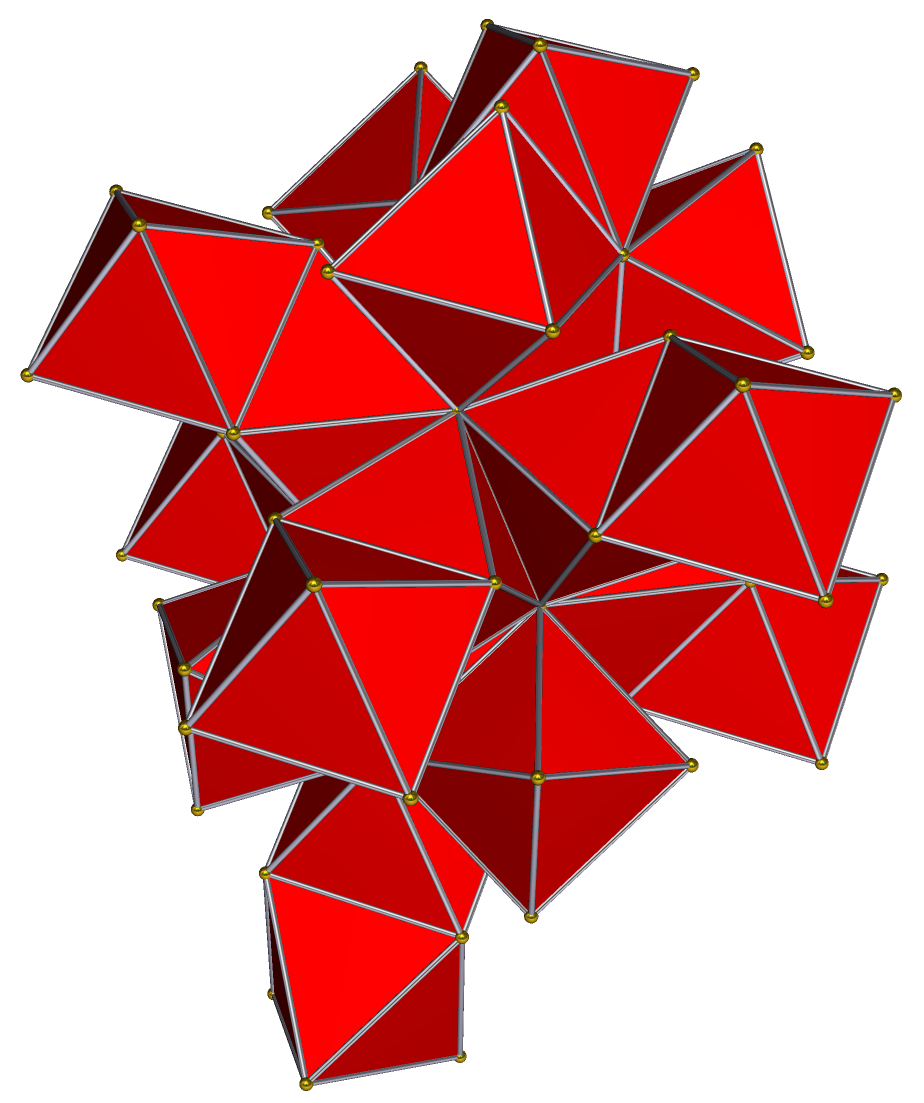
정이십사포체의 전개도

정이십사포체(24-cell) 또는 옥타플렉스(octaplex)는 정팔면체로 이루어진 4차원 정다포체이다. 슐레플리 기호는 {3, 4, 3}이다.
한 모서리에 정팔면체 3개를 붙여서 만들어지며 그 이면각은 정십육포체와 마찬가지로 120°이므로 한 모서리에 정이십사포체 3개를 붙이면 4차원의 테셀레이션이 된다. 정팔포체도 이면각이 90°도이다. 따라서 정팔포체는 4개가 모이면 4차원 공간을 채울 수 있다. 쌍대다포체는 자기자신이다.
4차원 정다포체 중에서, 3차원엔 대응되는 입체가 없고 5차원 이후로는 사라지는 유일한 '4차원의 고유한 정다포체'이다.(자세한 내용은 4차원 정다포체 참조)